# جاماسپ (پسر قباد یکم)
زاماسپ (به پارسی میانه: 𐭩𐭠𐭬𐭠𐭮𐭯) یک شاهزاده ساسانی و دومین پسر بزرگ شاهنشاه قباد یکم (حک. ۴۸۸–۴۹۶, ۴۹۸–۵۳۱) بود. جاماسپ به دلیل توانایی خود در جنگ بسیار ستوده می‌شد اما به دلیل از دست دادن چشمش از جانشینی محروم شد. باوی در کنار سایر بزرگان ساسانی در سال تاج‌گذاری برادر جاماسب خسرو انوشیروان (حک. ۵۳۱–۵۷۹) در توطئه‌ای تلاش کردند خسرو را سرنگون کنند و قباد پسر جاماسپ را به جای او بنشانند تا جاماسپ بتواند به عنوان نایب‌السلطنه فرمانروایی کند اما این توطئه آشکار و جاماسپ کشته شد.